# Білоруси в Україні

Біло-червоно-білий прапор із колонами Ґедиміна у формі тризуба білоруської діаспори в Україні, який також використовує полк імені Кастуся Калиновського

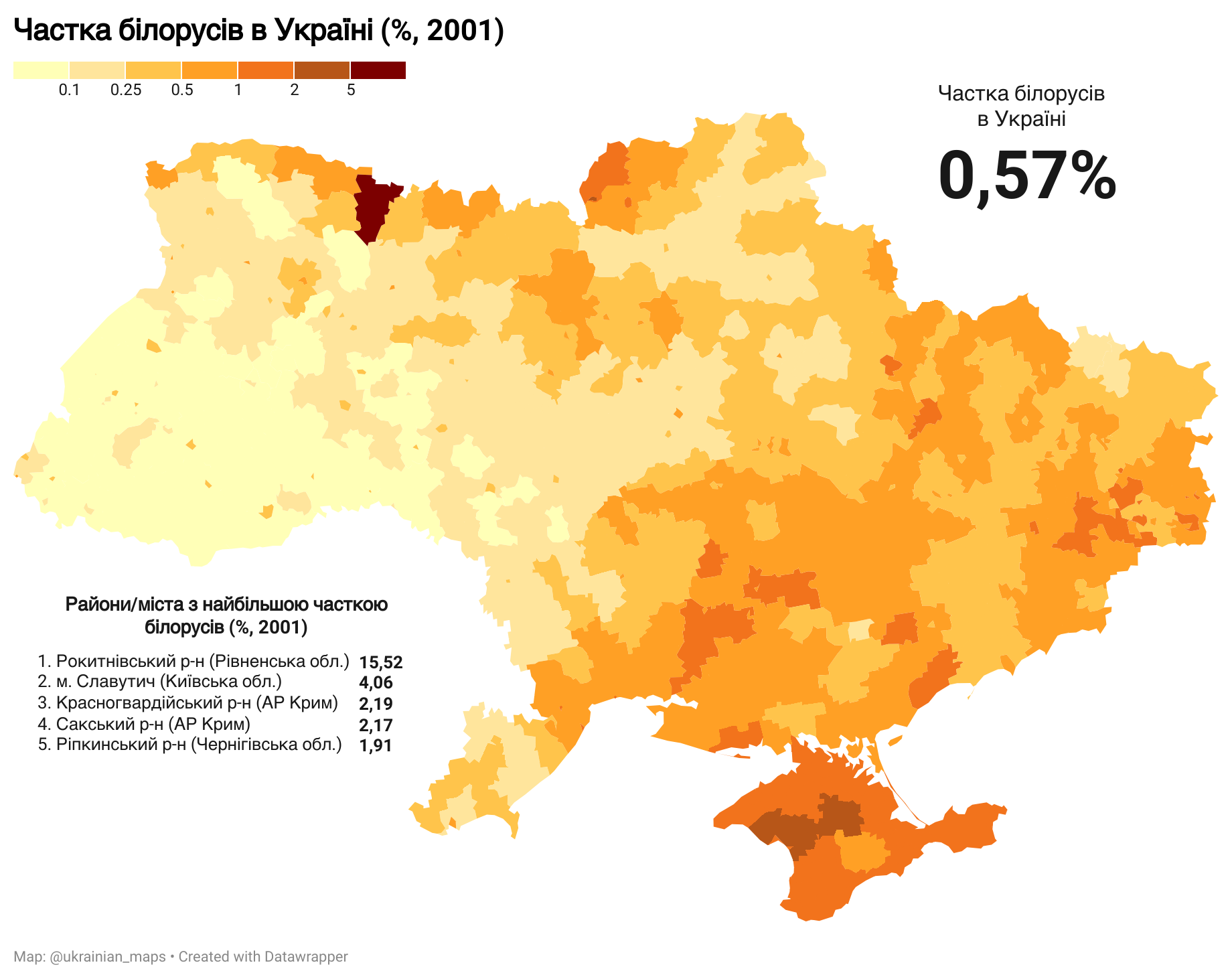
Частка білорусів в Україні (%, 2001)

Білоруси в Україні (біл. Беларусы ва Ўкраіне, Biełarusy va Ŭkrainie) — друга за чисельністю національна меншина України.

## Розселення
За даними Всеукраїнського перепису населення 2001, в Україні проживає 275 800 білорусів або 0,6 % населення країни.
Більшість білорусів проживає в східних та південно-східних регіонах України. Так, у Донецькій області проживає 44 500 білорусів, Дніпропетровській області — 29 500 білорусів, Луганській області — 20 500, АР Крим — 29 200, Києві — 16 500.
Всеукраїнська спілка білорусів (ВСБ) створена в травні 2000 на I-му з'їзді в м. Києві. Відповідно до статуту організації основна мета Всеукраїнської спілки білорусів — об'єднання зусиль членів Союзу для реалізації їх спільних інтересів у сприянні збереженню національної, культурної, мовної, релігійної самобутності білоруської громади України.
Організації білоруської діаспори в Україні діють у наступних містах: Вінниця, Донецьк, Дніпро, Житомир,Запоріжжя, Ізяслав (Хмельницька область), Кропивницький, Київ, Луганськ, Луцьк, Львів, Миколаїв, Одеса, Полтава, Рівне, Севастополь, Сімферополь, Ужгород, Харків, Чернівці, Чернігів.

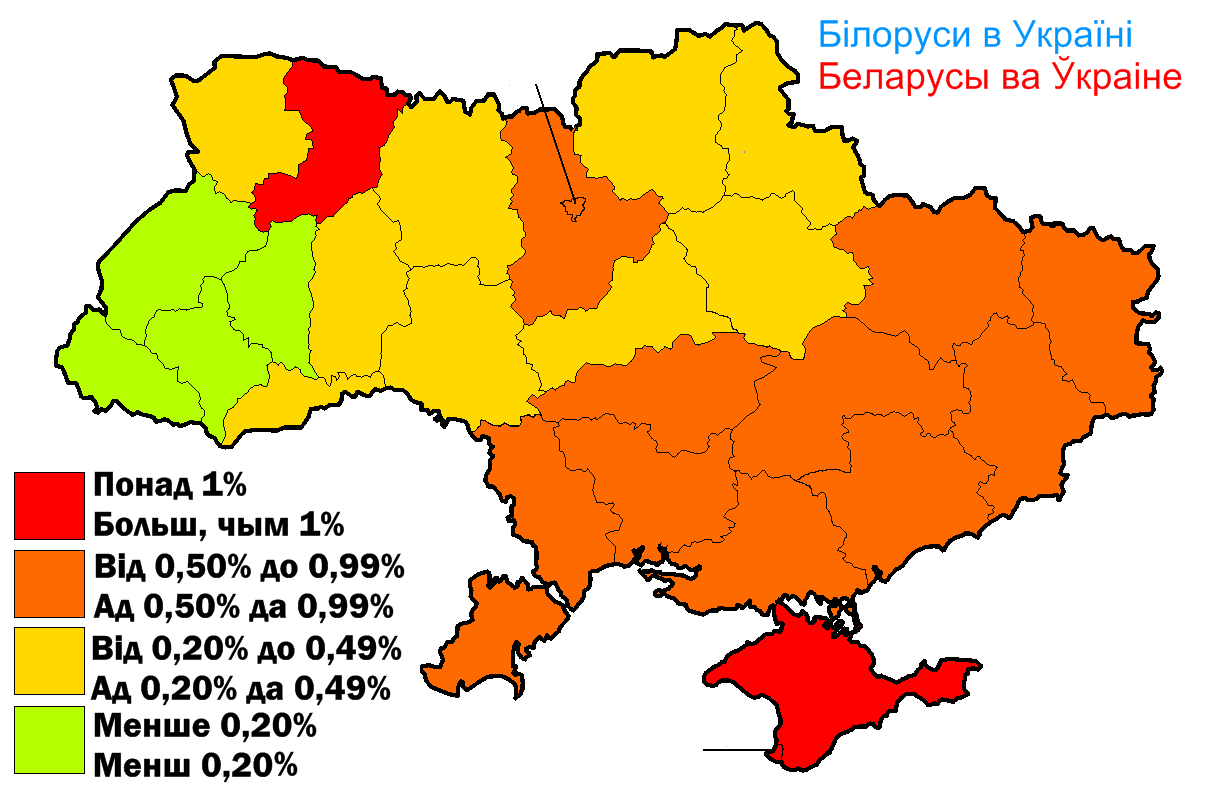
Частка білорусів у відсотках за регіонами України

Розселення білорусів у регіонах України у 1989—2001 рр.
|                           | 1989    | 1989  | 2001    | 2001  |
| АР Крим (з Севастополем)  | 50 054  | 2,1 % | 35 157  | 1,5 % |
| Вінницька область         | 5 099   | 0,3 % | 3 114   | 0,2 % |
| Волинська область         | 5 184   | 0,5 % | 3 217   | 0,3 % |
| Дніпропетровська область  | 49 536  | 1,3 % | 29 528  | 0,8 % |
| Донецька область          | 76 935  | 1,4 % | 44 525  | 0,9 % |
| Житомирська область       | 8 364   | 0,5 % | 4 924   | 0,4 % |
| Закарпатська область      | 2 521   | 0,2 % | 1 540   | 0,1 % |
| Запорізька область        | 18 359  | 0,9 % | 12 655  | 0,7 % |
| Івано-Франківська область | 3 257   | 0,2 % | 1 468   | 0,1 % |
| Київська область          | 12 117  | 0,6 % | 8 698   | 0,5 % |
| Кіровоградська область    | 9 648   | 0,8 % | 5 550   | 0,5 % |
| Луганська область         | 33 516  | 1,2 % | 20 587  | 0,8 % |
| Львівська область         | 10 787  | 0,4 % | 5 437   | 0,2 % |
| Миколаївська область      | 14 475  | 1,1 % | 8 369   | 0,7 % |
| Одеська область           | 21 251  | 0,8 % | 12 767  | 0,5 % |
| Полтавська область        | 9 543   | 0,5 % | 6 309   | 0,4 % |
| Рівненська область        | 16 090  | 1,4 % | 11 827  | 1,0 % |
| Сумська область           | 6 421   | 0,4 % | 4 320   | 0,3 % |
| Тернопільська область     | 1 599   | 0,1 % | 968     | 0,1 % |
| Харківська область        | 22 898  | 0,7 % | 14 752  | 0,5 % |
| Херсонська область        | 12 642  | 1,0 % | 8 186   | 0,7 % |
| Хмельницька область       | 4 643   | 0,3 % | 2 750   | 0,2 % |
| Черкаська область         | 6 318   | 0,4 % | 3 961   | 0,3 % |
| Чернівецька область       | 2 864   | 0,3 % | 1 483   | 0,2 % |
| Чернігівська область      | 10 650  | 0,8 % | 7 122   | 0,6 % |
| м. Київ                   | 25 274  | 1,0 % | 16 549  | 0,6 % |
| Україна                   | 440 045 | 0,9 % | 275 763 | 0,6 % |

### Білоруси в Криму

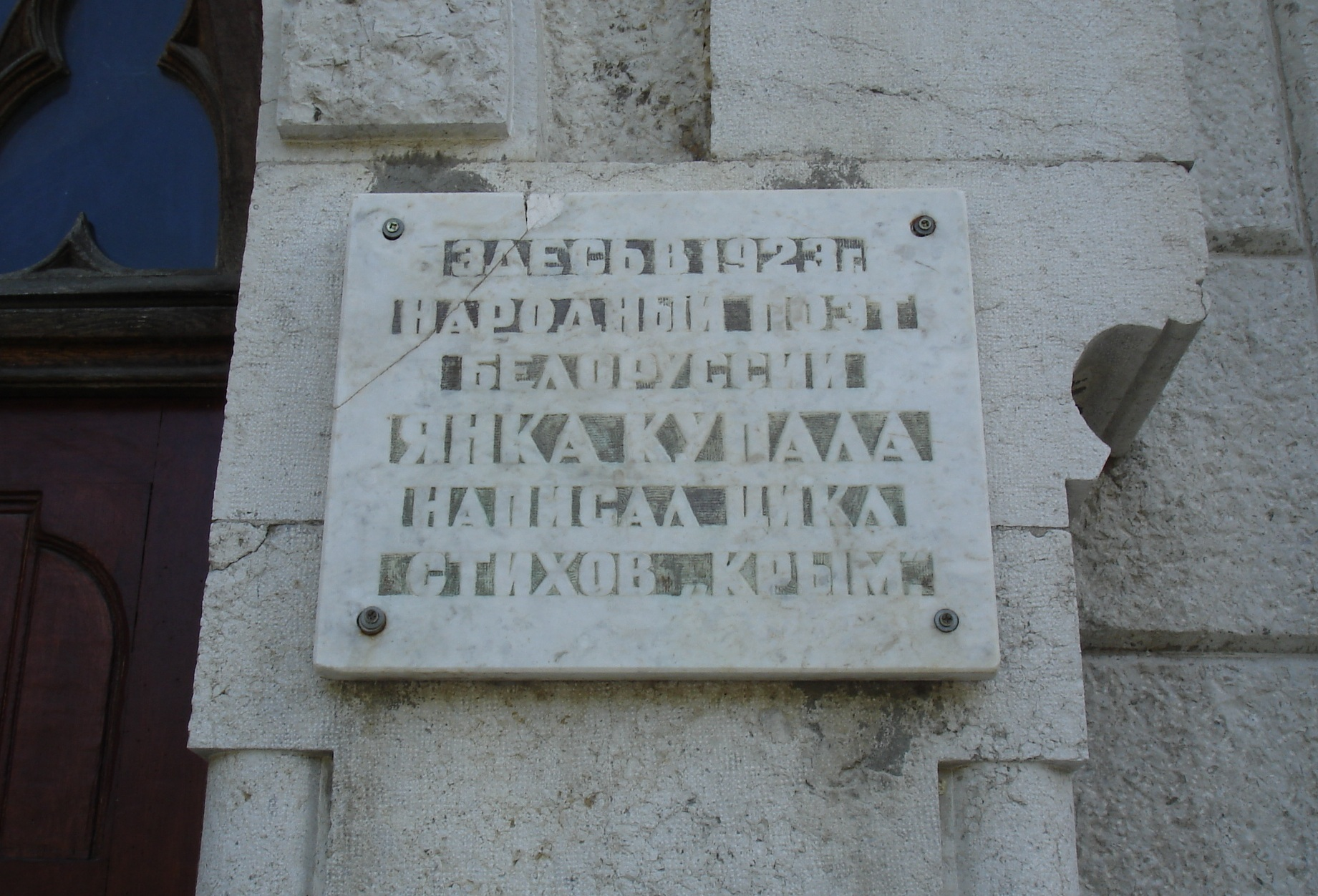
Пам'ятна дошка поету Янці Купалі в Криму

На терені Криму проживає понад 50 000 білорусів. Основними завданнями товариства є зміцнення міжнаціональної злагоди в Криму, підтримка і пропаганда білоруської культури, благодійна діяльність. Регіональні організації діють в Алушті, Євпаторії, Керчі, Севастополі, Сімферополі, Феодосії, Ялті, смт Октябрське, с. Мар'янівка Красногвардійського району, с. Широке Сімферопольського району.
Білоруси беруть активну участь у суспільно-політичному, господарському і культурному житті Криму. Тільки в органах законодавчої та виконавчої влади республіки налічується близько 100 представників білоруської діаспори.
Товариством щорічно проводяться дні білоруської культури і свята поезії, присвячені творчості Я. Коласа, Я. Купали, М. Богдановича. Правління заснувало премію ім. М. Богдановича за успіхи в розвитку національної культури і мистецтва. З великим успіхом пройшли вечори, присвячені пам'яті П. М. Машерова, виставки «Білорусь», «Побут і традиції білоруського народу». Загальний інтерес викликали стенди, на яких демонструвалися національні реліквії, одяг, книги, отримані від Міністерства культури і Державного комітету у справах релігій та національностей Республіки Білорусь. Нещодавно суспільство отримало в подарунок від білоруських друзів 30 національних костюмів для фольклорних колективів.
У с. Широке Сімферопольського району, де компактно проживають білоруси, переселені з Чорнобильської зони, відкрито музей, в якому зібрані рідкісні матеріали, документи, предмети побуту, що розкривають обряди, традиції і звичаї братнього слов'янського народу. Тут створено народний фольклорний ансамбль «Пані», що регулярно виступає на фестивалях та оглядах самодіяльної творчості. Журналістом І. Клоссовським створено документальний телефільм «А хто там ідзе», що став переможцем огляду-конкурсу фільмів національно-культурних товариств Криму і демонструвався по телебаченню. Розпочато підготовку до організації національного культурно-методичного центру та відкриття класів з вивчення білоруської мови в ряді шкіл. Кримські білоруси підтримують тісні контакти з історичною батьківщиною, Посольством Республіки Білорусь в Україні, Всеукраїнським білоруським культурно-освітнім товариством, обмінюються делегаціями і художніми колективами. Члени товариства брали участь у конгресі білорусів зарубіжжя в м. Мінськ.
З ентузіазмом сприйняли вони укладення угоди про співробітництво між Радою міністрів Автономної Республіки Крим та Міністерством зовнішньоекономічних зв'язків Республіки Білорусь. У рамках програми розвитку культурних зв'язків між Кримом і Білоруссю намічається створення музею поета М. Богдановича в Ялті, проведення декади білоруського кіно в Криму та днів культури Автономної Республіки Крим у Мінську.

## Мова

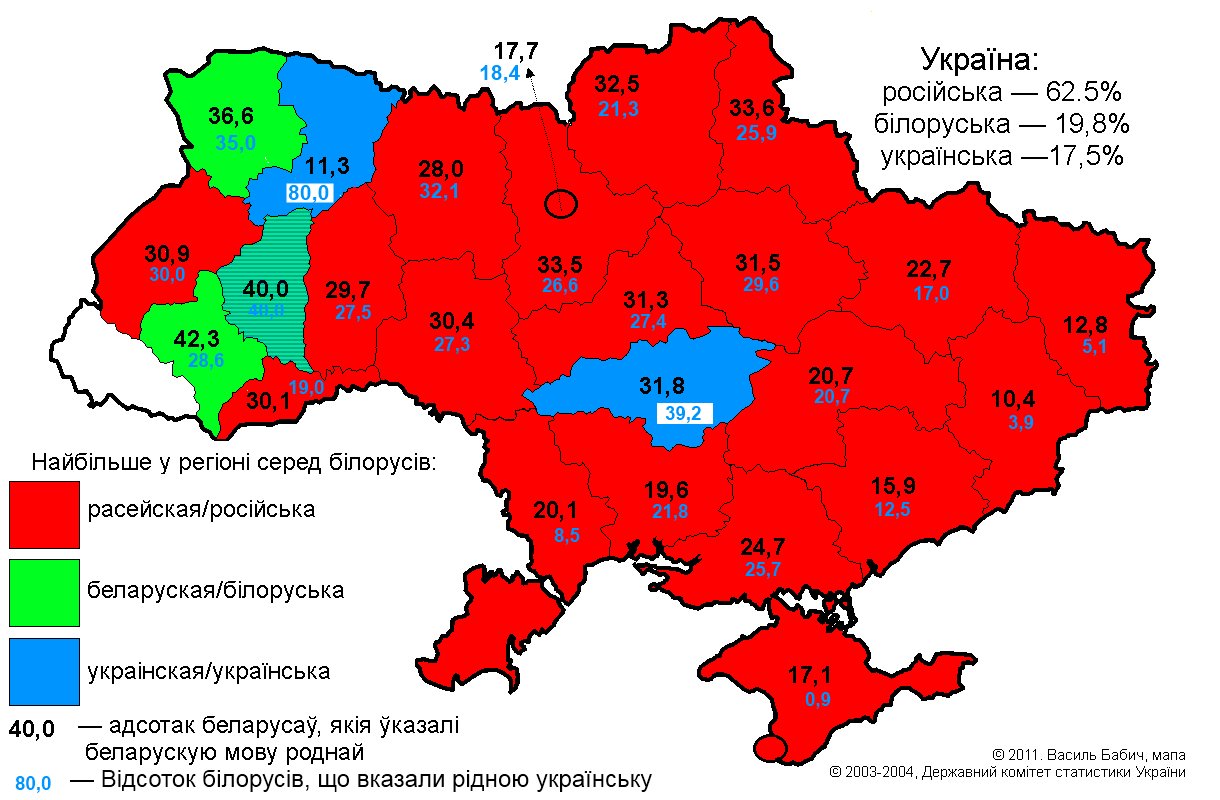
Білоруська мова серед білорусів за результатами перепису 2001

Рідна мова білорусів України за переписами:
|            | 1970   | 1979   | 1989   | 2001   |
| ---------- | ------ | ------ | ------ | ------ |
| російська  | 53,6 % | 56,0 % | 55,2 % | 62,5 % |
| білоруська | 37,9 % | 35,1 % | 35,5 % | 19,8 % |
| українська | 8,5 %  | 8,9 %  | 9,3 %  | 17,5 % |
| інша       | 0,02 % | 0,02 % | 0,1 %  | 0,2 %  |

| Володіння мовами серед білорусів за даними переписів |             |             |            |
| Рік                                                  | українською | білоруською | російською |
| 1970                                                 | 22,8 %      | 51,6 %      | 82,2 %     |
| 1989                                                 | 27,9 %▲     | 48,5 %▼     | 88,7 %▲    |
| 2001                                                 | 64,3 %▲     | 31,7 %▼     | 85,8 %▼    |

Населені пункти, у яких під час перепису 2001 р. білоруську мову назвали рідною понад 10 % населення (курсивом позначені населені пункти з населенням менше 25 осіб)
|                  | Район             | % білоруськомовних |
| с. ВЕСЕЛА ДОЛИНА | м. ЄНАКІЄВЕ       | 60,0               |
| с. ВИЩЕПАНІВКА   | СВІТЛОВОДСЬКИЙ    | 40,0               |
| с. КРАСНИЙ БІР   | ШАЦЬКИЙ           | 27,3               |
| с. ОМЕЛУША       | ЄМІЛЬЧИНСЬКИЙ     | 25,0               |
| с. ГАННІВКА      | ПРИАЗОВСЬКИЙ      | 19,6               |
| с. ТРУДОВЕ       | БАШТАНСЬКИЙ       | 19,1               |
| с. СОСНІВКА      | ЗОЛОЧІВСЬКИЙ      | 15,4               |
| с. КАЛАШНИКИ     | СОФІЇВСЬКИЙ       | 14,3               |
| с. САДКИ         | СУМСЬКИЙ          | 14,3               |
| с. НОВИЙ МИР     | КРИВОРІЗЬКИЙ      | 12,6               |
| с. ГАРКАВЕЦЬ     | КРАСНОКУТСЬКИЙ    | 12,5               |
| с. ВАСИЛІВКА     | БЕРЕЗНЕГУВАТСЬКИЙ | 12,5               |
| с. ОЛЕНІВКА      | ШИРОКІВСЬКИЙ      | 12,0               |
| с. КИСІВКА       | КОЛОМАЦЬКИЙ       | 12,0               |
| с. ПІОНЕР        | ОХТИРСЬКИЙ        | 11,8               |
| с. ДМИТРІВКА     | КОЛОМАЦЬКИЙ РАЙОН | 11,1               |
| с. ГОДИНЬ        | РАТНІВСЬКИЙ       | 10,0               |
| с. СКЕЛЬКИ       | ВАЛКІВСЬКИЙ       | 10,0               |
| с. КОНОВАЛИК     | ОХТИРСЬКИЙ        | 10,0               |

## Діяльність

### Музеї
- Краєзнавчий музей білоруського побуту та прикладного мистецтва (с. Гусарка, Куйбишевський район, Запорізька область)

- Музей у с. Широке (Крим), в якому зібрані унікальні матеріали, реліквії, документи.

- Кримський етнографічний музей (м. Сімферополь). Відкрита спеціальна білоруська експозиція.

### Недільні школи
У білоруських організаціях України працюють 6 недільних шкіл: одна — у Львівській області, одна — в м. Одеса, чотири — у Криму.
Донецька обласна організація білорусів «Неман» щомісяця публікує в обласній газеті «Світлиця» методичні рекомендації та матеріали для «домашньої білоруської школи».

### Засоби масової інформації
На постійній основі випускається газета Білоруської общини Львівської області «Весткі з Беларусі», виходить газета «Біла Русь» Спілки білорусів Криму, випускається журнал «Крим-Білорусь», видані буклети про заходи білоруських організацій у м. Донецьк, м. Запоріжжя, Криму.
Керівники та актив білоруських організацій м. Чернігова, Севастополя, Одеси, Ужгорода, Донецька систематично друкують свої матеріали в міських та обласних газетах, виступають на місцевому телебаченні і радіо.

### Фестивалі
У 2007—2011 в Києві та інших містах України проводився фестиваль «Білоруська весна».

### Пам'ятники

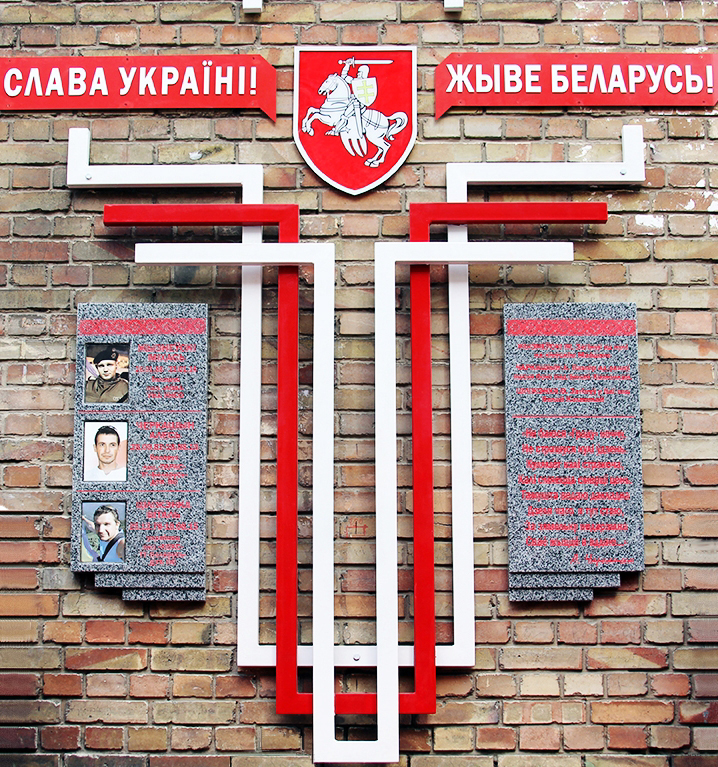
Пам'ятник білорусам, загиблим за Україну (Київ)

У 2016 був відкритий Пам'ятник білорусам, загиблим за Україну.

## Відомі українці білоруського походження
- Мілевський Артем Володимирович — український футболіст.
- Олександр Хацкевич — український та білоруський футболіст.
- Лобов Едуард Анатолійович — білоруський політичний діяч, співголова «Молодого Фронту», учасник ініціативної групи з висунення Римашевського В. А. кандидатом в Президенти Республіки Білорусь в 2010 р., політв'язень Білорусі, в'язень совісті. З літа 2015 року Е. Лобов — боєць тактичної групи «Білорусь» у війні на сході України.
- Парфенков Василь — білоруський громадський активіст, політв'язень, боєць Батальйона «ОУН».
- Павло Шеремет — журналіст.
- Зайко Яків Якович — громадсько-політичний діяч, журналіст і письменник білоруського походження. Народний депутат України 12 (1) скликання.
- Буйко Петро Михайлович — український лікар і партизан.
- Алексієвич Світлана Олександрівна — українська та білоруська російськомовна письменниця та публіцистка.

- Жизневський Михайло Михайлович — білоруський активіст Євромайдану та журналіст, член Самооборони Майдану. Загинув під час протистоянь на вулиці Грушевського в Києві. Герой України (посмертно).
- Черкашин Олександр Миколайович — білоруський військовик, учасник війни на сході України (Добровольчий український корпус), псевдо «Тарас». «Народний Герой України» (посмертно).
- Тіліженко Віталій Вікторович — український військовик, учасник війни на сході України (Добровольчий український корпус), псевдо «Кекс».

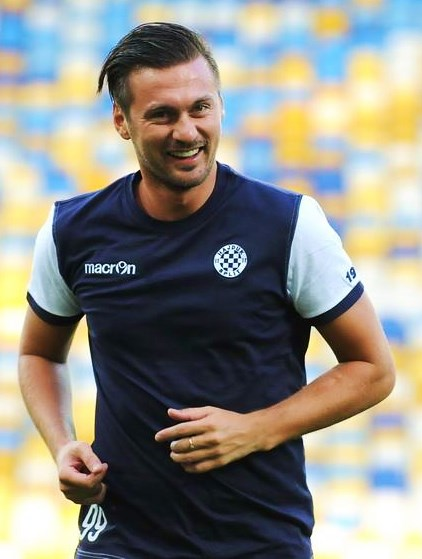
Мілевський Артем Володимирович
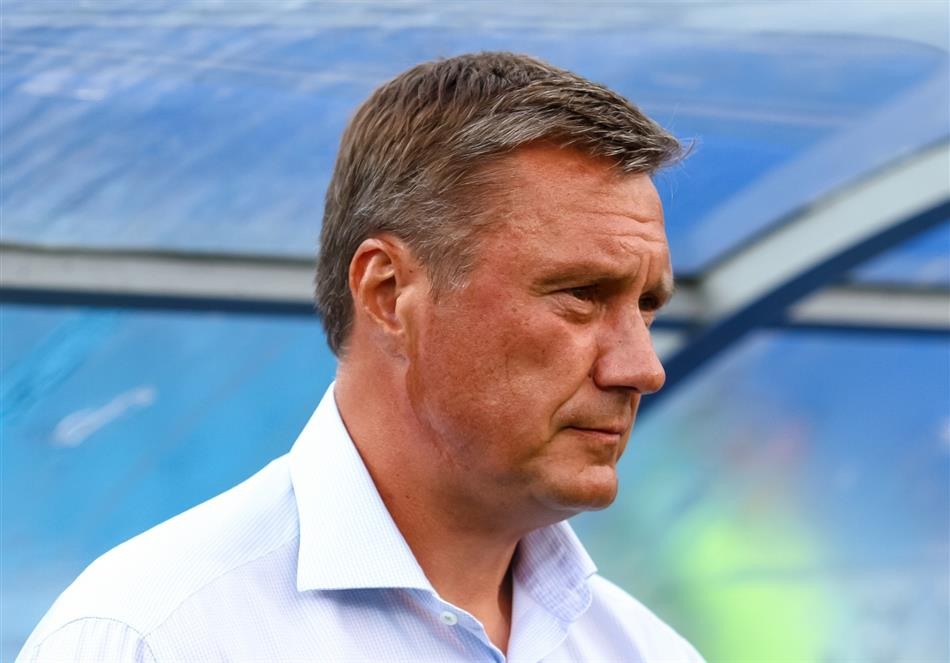
Олександр Хацкевич
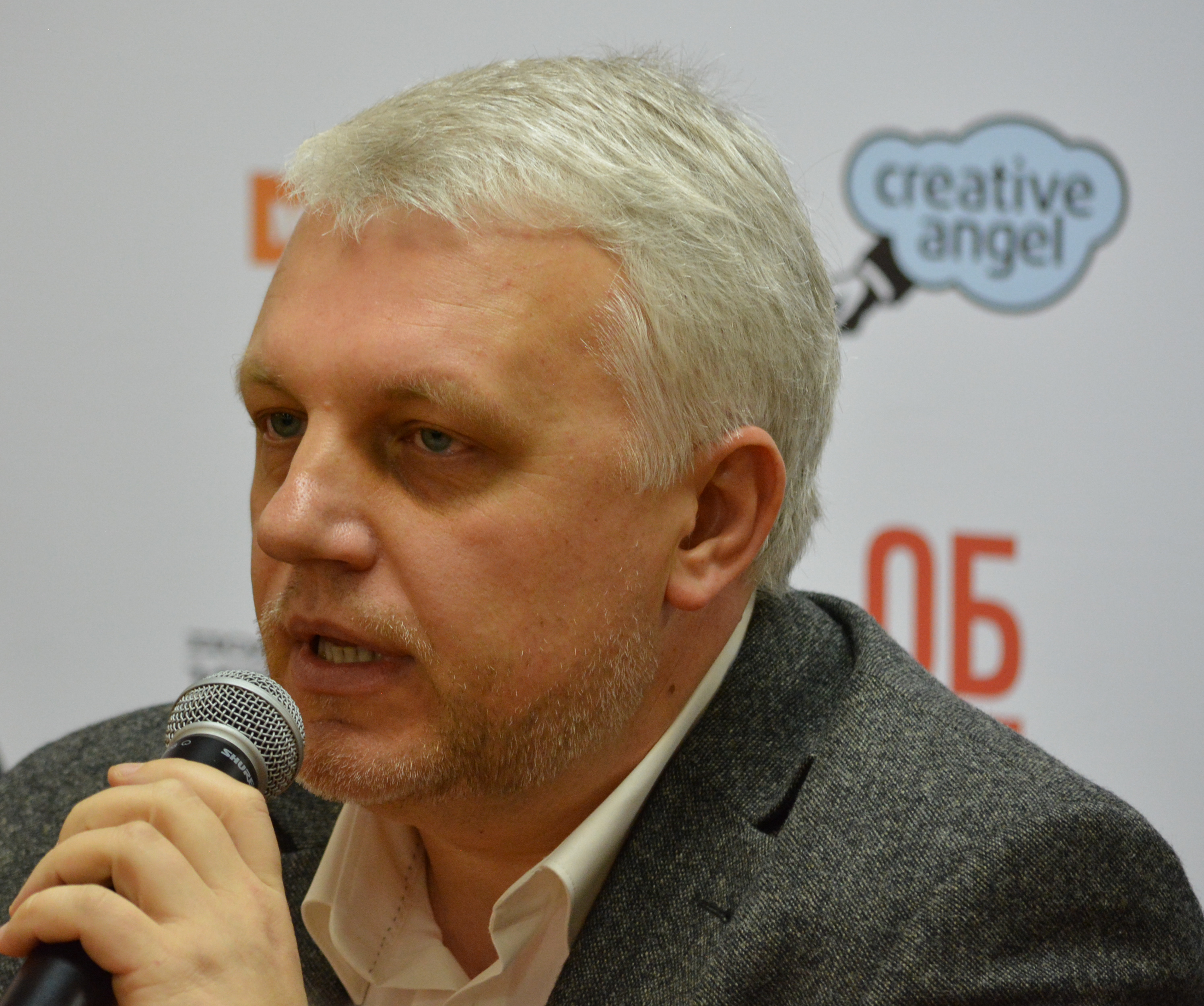
Павло Шеремет
Зайко Яків Якович
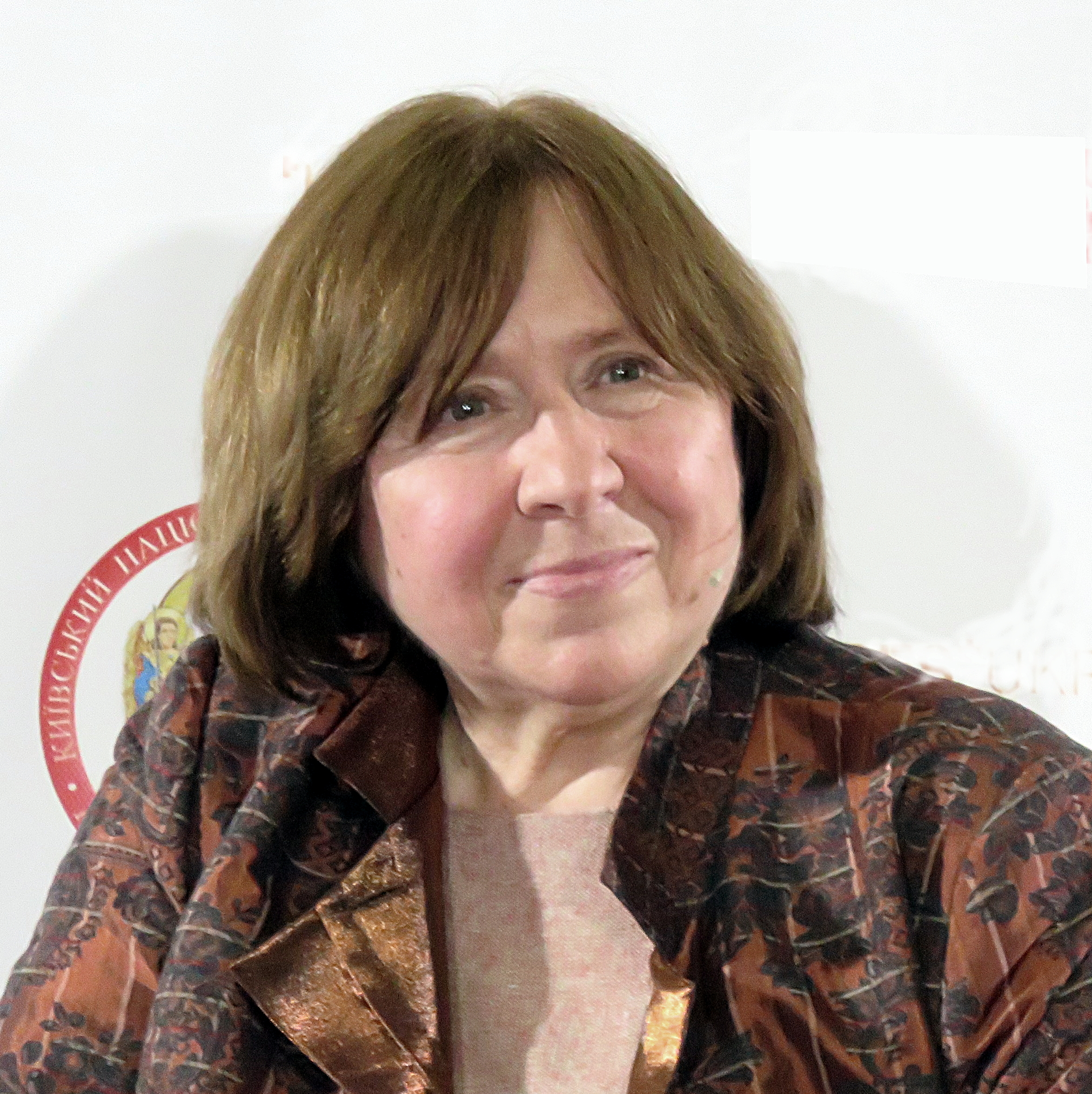
Алексієвич Світлана Олександрівна
Жизневський Михайло Михайлович
Черкашин Олександр Миколайович
Тіліженко Віталій Вікторович